# مانسويتو فيلاسكو
مانسويتو فيلاسكو (مواليد 10 يناير 1974) هو ملاكم فلبيني، مثّل بلاده في الألعاب الأولمبية الصيفية 1996.

## روابط خارجية
مانسويتو فيلاسكو على موقع أوليمبيديا (الإنجليزية)